# Нилски костур
Нилски костур (Lates niloticus) е хищен вид пресноводна риба от семейство Latidae. Първоначално таксономичното име на рибата е било Labrus niloticus, на езика на племето луо, обитаващо района на езерото Виктория рибата е известна като Mbuta.

## Разпространение
Разпространена е основно в екозоната на Афротропика. Обитава основно водните басейни на реките Конго, Нил, Сенегал, Нигер и езерата Чад, Волта, Туркана и други водни басейни. Среща се и в езерото Марют в Египет.

## Морфологични особености
Нилските костури са със сребристо тяло със син оттенък. Имат характерни тъмно черни очи, с ярко жълт външен пръстен. Това е една от най-големите сладководни риби, като достига максимална дължина от близо два метра, с тегло до 200 kg. Възрастните екземпляри обикновено достигат дължина от 121 – 137 cm, въпреки че голяма част от улова на костури е доста преди те да са достигнали до тези размери.
Възрастните екземпляри обитават среда богата на кислород, а младите са ограничени в плитки крайбрежни части.

## Хранене
Нилският костур е хищник, който доминира във водоемите, които обитава. Храни се основно с риба, ракообразни и насекоми. Там където са ограничени хранителните ресурси се наблюдава и канибализъм. Малките се хранят със зоопланктон.

## Екологични особености
Нилският костур е интродуциран вид във водоеми в Африка, включително и езерото Виктория и язовирът Насър. Според IUCN видът е вписан в групата от стоте най-опасните инвазивни видове.
Видът е от голямо търговско значение като хранителен източник. Костурът е известна риба интересна за спортен риболов.